# Webdesk Agency
Webdesk Agency este o companie din România, specializată în furnizarea de servicii web, precum activități de web design, SEM, social media marketing sau branding..
Agenția își are sediul principal în Crângași, București. În portofoliul companiei figurează peste 200 de clienți și 330 de situri realizate pentru companii din industria ușoară și grea, industria HoReCa și companii de servicii.

## Istoric și activitate

### Despre companie
Compania a fost înființată în anul 2015, activând inițial în sfera designului web. Datorită conștientizării eficienței advertisingului online, anticiparea unui număr mare de potențiali clienți a determinat compania să își extindă domeniile de activitate și în aria serviciilor de promovare.
În 2018 Webdesk Agency devine partener Clubului Întreprinzătorului Român fondat de Banca Transilvania.  La data de 11 ianuarie 2019 apar în presă informațiile analizei companiei cu privire la portretul clientului modern.

### Servicii companie
Pentru realizarea websiturilor compania utilizează platforme sau servicii de administrare a conținutului(CMS), precum Wordpress pentru situri de prezentare sau OpenCart pentru magazine virtuale.
| Web development | Digital Marketing | Branding      |
| --------------- | ----------------- | ------------- |
| Creare site     | Optimizare SEO    | Grafică print |
| Magazin online  | Social Media      | Grafică web   |
| Mentenanță site | PPC               |               |
| Start Up Nation | Copywriting       |               |
|                 | ORM               |               |

### Start-up Nation
Odată cu răspândirea conceptului de Start-up Nation în România și posibilitatea de a utiliza o mică parte din valoarea nerambursabilă a fondurilor structurale europene pentru realizarea unei pagini web, compania a lansat în anul 2018 servicii dedicate antreprenorilor din programul Start-Up Nation.

## Legături externe
- Website oficial
- branding agency
- Pagină de facebook